# Монро (окръг, Ню Йорк)
Вижте пояснителната страница за други значения на Монро.
Монро (на английски: Monroe County) е окръг в щата Ню Йорк, САЩ. Населението на окръг Монро е 747 642 души (2017). Окръгът е кръстен на петия президент на САЩ Джеймс Монро. Окръжният му център е град Рочестър.